# (27675) 1981 CH
1981 سي إتش (ويعرف أيضًا باسم (27675) 1981 سي إتش وفق تسمية الكوكب الصغير) (بالإنجليزية: 1981 CH)‏ هو كويكب ضمن حزام الكويكبات؛ وترتيبه 27675 من حيث الاكتشاف.
اكتُشف هذا الجُرم الفلكي بواسطة Ladislav Brožek ‏ في 2 فبراير 1981.

## وصلات خارجية
- (27675) 1981 CH في قاعدة بيانات مختبر الدفع النفاث لأجرام النظام الشمسي الصغيرة

- الاكتشاف · مخطط المدار ·  العناصر المدارية · المعلمات المادية

- (27675) 1981 CH على موقع ويكي سكاي: DSS2, SDSS, GALEX, IRAS, Hydrogen α, X-Ray, Astrophoto, Sky Map, Articles and images